# Lutogonia simplex
Lutogonia simplex là một loài bướm đêm trong họ Noctuidae.